# Laloșu (gmina)
Laloșu – gmina w Rumunii, w okręgu Vâlcea. Obejmuje miejscowości Berbești, Ghindari, Laloșu, Mologești, Oltețani i Portărești. W 2011 roku liczyła 2478 mieszkańców.